# Krisztián Tóth
Krisztián Tóth (* 1. Mai 1994 in Darmstadt) ist ein ungarischer Judoka. Er war Olympiadritter 2021, Weltmeisterschaftszweiter 2014, Weltmeisterschaftsdritter 2021 und Europameisterschaftszweiter 2016 und 2024 im Mittelgewicht, der Gewichtsklasse bis 90 Kilogramm. Er trägt den 3. Dan.

## Sportliche Karriere

### Die Jahre bis 2016
Krisztián Tóth war 2009 Zweiter der Kadettenweltmeisterschaften in der Gewichtsklasse bis 73 Kilogramm. 2010 gewann Tóth in der Gewichtsklasse bis 81 Kilogramm die ungarischen Meisterschaften in den Altersklassen U17, U20 und U23. Bei den Kadetteneuropameisterschaften erkämpfte er eine Bronzemedaille. Im August 2010 fanden in Singapur die Olympischen Jugendspiele statt. Tóth unterlag im Halbfinale dem Russen Chassan Chalmursajew, gewann aber den Kampf um Bronze gegen den Türken Batuhan Efemgil. Im weiteren Verlauf des Jahres 2010 belegte Tóth den fünften Platz bei den U20-Europameisterschaften und gewann eine Bronzemedaille bei den Juniorenweltmeisterschaften. 2011 erkämpfte er eine Bronzemedaille bei den U20-Europameisterschaften, war Fünfter der Juniorenweltmeisterschaften und siegte bei den U23-Europameisterschaften. Dazwischen gewann er den ungarischen Meistertitel in der Gewichtsklasse bis 90 Kilogramm.
Ab 2012 kämpfte der 1,74 m große Krisztián Tóth generell im Mittelgewicht. 2012 wurde er in dieser Gewichtsklasse ungarischer Meister und Dritter der U23-Europameisterschaften. Im August 2013 nahm er an den Weltmeisterschaften in Rio de Janeiro teil. Im Viertelfinale unterlag er dem Kubaner Asley González, den Kampf um Bronze verlor er gegen den Russen Kirill Denissow. Im Oktober gewann er seinen dritten ungarischen Meistertitel in der Erwachsenenklasse, belegte aber bei den Juniorenweltmeisterschaften lediglich den siebten Platz. Im November siegte er bei den U23-Europameisterschaften. 2014 siegte er zum vierten Mal bei den ungarischen Meisterschaften. Bei den Europameisterschaften in Montpellier unterlag er im Halbfinale dem Georgier Warlam Liparteliani, im Kampf um Bronze bezwang er Shahin Gahramanov aus Aserbaidschan. Im Juni 2014 erreichte er das Finale beim Grand-Prix-Turnier in Budapest, dort unterlag er dem Japaner Daiki Nishiyama. Bei den Weltmeisterschaften 2014 in Tscheljabinsk bezwang er im Viertelfinale Warlam Liparteliani und im Halbfinale den Russen Kirill Woprossow, das Finale verlor er gegen den Griechen Ilias Iliadis. Zwei Monate nach den Weltmeisterschaften in der Erwachsenenklasse fanden in Fort Lauderdale die Junioren-Weltmeisterschaften statt und hier gewann Krisztián Tóth. Eine Woche später siegte er beim Grand-Slam-Turnier in Abu Dhabi. Mit einem fünften Platz bei den U23-Europameisterschaften beschloss er das Jahr.
Im Juni 2015 wurden die Europameisterschaften im Rahmen der Europaspiele 2015 in Baku ausgetragen. Im Halbfinale unterlag Tóth Kirill Denissow, anschließend verlor er den Kampf um Bronze gegen den Niederländer Guillaume Elmont. Bei den Weltmeisterschaften 2015 in Astana belegte er den siebten Platz. Zwischen den beiden Meisterschaften hatte er seinen fünften ungarischen Meistertitel gewonnen. Bei den Europameisterschaften 2016 in Kasan erreichte Tóth gegen den Franzosen Alexandre Iddir kampflos das Finale, dort unterlag er Warlam Liparteliani. Im Juni siegte er beim Grand-Prix-Turnier in Budapest. Bei den Olympischen Spielen in Rio de Janeiro bezwang er in seinem Auftaktkampf den Kenianer Kiplangat Sang. In seinem zweiten Kampf schied er gegen den Chinesen Cheng Xunzhao aus. 

### Die Jahre 2017 bis 2021
Im Mai 2017 unterlag Krisztián Tóth im Finale des Grand-Slam-Turniers in Jekaterinburg dem Japaner Kenta Nagasawa. Bei den Weltmeisterschaften 2017 in Budapest erreichte er das Halbfinale mit einem Viertelfinalsieg gegen Mammadali Mehdiyev. Dann unterlag er im Halbfinale dem Serben Nemanja Majdov und im Kampf um Bronze dem Südkoreaner Gwak Dong-han. 2018 schied Tóth bei den Europameisterschaften in Tel Aviv in seinem zweiten Kampf gegen den Türken Batuhan Efemgil aus. Nach seinem Sieg beim Grand Prix von Budapest trat er bei den Weltmeisterschaften 2018 in Baku an. Im Viertelfinale bezwang er den Deutschen Eduard Trippel, danach unterlag er im Halbfinale dem Spanier Nikoloz Sherazadishvili und im Kampf um Bronze Kenta Nagasawa. Einen Monat nach den Weltmeisterschaften erreichte er das Finale beim Grand-Slam-Turnier in Abu Dhabi, dort verlor er gegen den Russen Michail Igolnikow. Ende 2018 erreichte Tóth das Finale beim Masters-Turnier in Guangzhou und unterlag Nikoloz Sherazadishvili.
Anfang 2019 belegte Tóth den dritten Platz bei den Grand-Slam-Turnieren in Paris und in Baku. wobei er im Kampf um Bronze jeweils gegen den Israeli Li Kochman gewann. 2019 fanden die Europameisterschaften im Rahmen der Europaspiele 2019 in Minsk statt, Krisztián Tóth schied im Achtelfinale gegen Li Kochman aus. Bei der Universiade 2019 gewann er eine Bronzemedaille; er hatte zwar seinen Auftaktkampf gegen den Brasilianer Gustavo Assis verloren, dann aber vier Kämpfe in der Hoffnungsrunde gewonnen. Bei den Weltmeisterschaften 2019 in Tokio unterlag er im Viertelfinale dem Schweden Marcus Nyman. Nach einem Sieg gegen den Kubaner Iván Felipe Silva und einer Niederlage gegen Nemanja Majdov belegte Tóth zum dritten Mal in Folge den fünften Platz bei Weltmeisterschaften.
Bei den Europameisterschaften 2021 in Lissabon unterlag er im Viertelfinale dem Georgier Beka Ghwiniaschwili. Mit Siegen über den Niederländer Noël van ’t End und den Türken Mihael Žgank erkämpfte Tóth eine Bronzemedaille. Anderthalb Monate später siegte Tóth im Viertelfinale der Weltmeisterschaften in Budapest gegen den Schweden Marcus Nyman. Nach einer Halbfinalniederlage gegen den Usbeken Davlat Bobonov bezwang er im Kampf um Bronze den Mongolen Altanbagana Gantulga. Bei den Olympischen Spielen in Tokio unterlag er im Viertelfinale dem Deutschen Eduard Trippel. Mit Siegen über Noël van ’t End und Mihael Žgank erkämpfte Tóth eine Bronzemedaille.

### Die Jahre ab 2022
Bei den Europameisterschaften 2022 in Sofia verlor Toth den Kampf um Bronze gegen den Aserbaidschaner Məmmədəli Mehdiyev. Im November 2023 bei den Europameisterschaften in Montpellier unterlag Toth im Viertelfinale gegen den Serben Nemanja Majdov, mit Siegen über den Rumänen Alex Creț und den Niederländer Noël van ’t End sicherte sich Toth eine Bronzemedaille. Im April 2024 fanden die Europameisterschaften in Zagreb statt. Toth gewann im Viertelfinale gegen Noël van ’t End und im Halbfinale gegen den Aserbaidschaner Murad Fatiyev. Im Finale traf er auf den zweiten Aserbaidschaner Eljan Hajiyev und unterlag. Bei den Olympischen Spielen 2024 in Paris schied Tóth in seinem Auftaktkampf gegen den Rumänen Alex Creț aus.